# آوریل ریرا
آوریل ریرا (انگلیسی: Oriol Riera؛ زادهٔ ۳ ژوئیهٔ ۱۹۸۶) بازیکن فوتبال اهل اسپانیا است.
از باشگاه‌هایی که در آن بازی کرده‌است می‌توان به باشگاه فوتبال بارسلونا سی، باشگاه فوتبال کوردوبا، باشگاه فوتبال آلکورکون، باشگاه فوتبال ویگان اتلتیک، باشگاه فوتبال بارسلونا بی، باشگاه فوتبال دپورتیوو لاکرونیا، باشگاه فوتبال اوساسونا، باشگاه فوتبال سلتاویگو، و باشگاه فوتبال بارسلونا اشاره کرد.
وی همچنین در تیم ملی فوتبال کاتالونیا بازی کرده‌است.